# Jewell Loyd
Jewell Loyd, född 5 oktober 1993, är en amerikansk basketspelare.

## Karriär
Loyd blev vald först i WNBA-draften 2015. Redan första säsongen med Seattle Storm blev hon vald till Årets nybörjare i WNBA. Tillsammans med Seattle Storm har hon tagit två WNBA-total, 2018 och 2020. 2021 tog hon guld vid sommar-OS 2020 i Tokyo med USA. Hon är uttagen till USA:s damlag i basket som ska försöka försvara gulden vid sommar-OS 2024.